# Bambú groc
El bambú groc (Phyllostachys aurea o Bambusa aurea) és un bambú mitjà originari de la Xina, el més corrent dels jardins d'Europa.

## Cultiu
Aquest bambú es diferencia d'altres espècies pels seus nusos apilats i comprimits generalment visibles en la base de les canyes.
Forma mates denses, canyes espesses de follam verd clar molt espès, des de la base fins a la part alta. Canya verda pàl·lid tornant-se groga si està exposat al sol, poden arribar a 9metres d'alçada i un diàmetre de 4cm. Planta molt rústica, suporta sense grans danys una sequera relativa i el fred intens fins a -20º.

## Ús
Tanca lliure o podada, petit bosc, jardinera, mata aïllada.